# Nguyễn Kỳ Cẩm
Nguyễn Kỳ Cẩm (sinh năm 1929) là chính trị gia Việt Nam. Ông là Ủy viên Trung ương Đảng các khóa V, VI, VII và đã từng trải qua các chức vụ: Bí thư Tỉnh ủy Nghệ Tĩnh (1982 - 1986); Bộ trưởng Bộ Lao động - Thương binh và Xã hội (1987 - 1989); Tổng Thanh tra Nhà nước (1989 - 1995).

## Tiểu sử và sự nghiệp
Nguyễn Kỳ Cẩm sinh năm 1929, quê quán tại xã Cẩm Bình, huyện Cẩm Xuyên, tỉnh Hà Tĩnh.
Ông là Ủy viên Trung ương Đảng các khóa V, VI, VII (1982 - 1996).
Từ năm 1982 đến 1986, ông là Bí thư Tỉnh ủy Nghệ Tĩnh.
Từ năm 1987 đến 1989, Nguyễn Kỳ Cẩm giữ chức vụ Bộ trưởng Bộ Lao động - Thương binh và Xã hội.
Ông giữ chức Tổng Thanh tra Nhà nước từ 26 tháng 4 năm 1989 đến 3 tháng 10 năm 1995.
Nguyễn Kỳ Cẩm đã được tặng Huy hiệu 75 năm tuổi Đảng Cộng sản Việt Nam.
Hiện nay ông sống tại Thành phố Hồ Chí Minh.

## Vinh danh
- Huy hiệu 75 năm tuổi Đảng Cộng sản Việt Nam